# تشكيل القوات في حرب أكتوبر

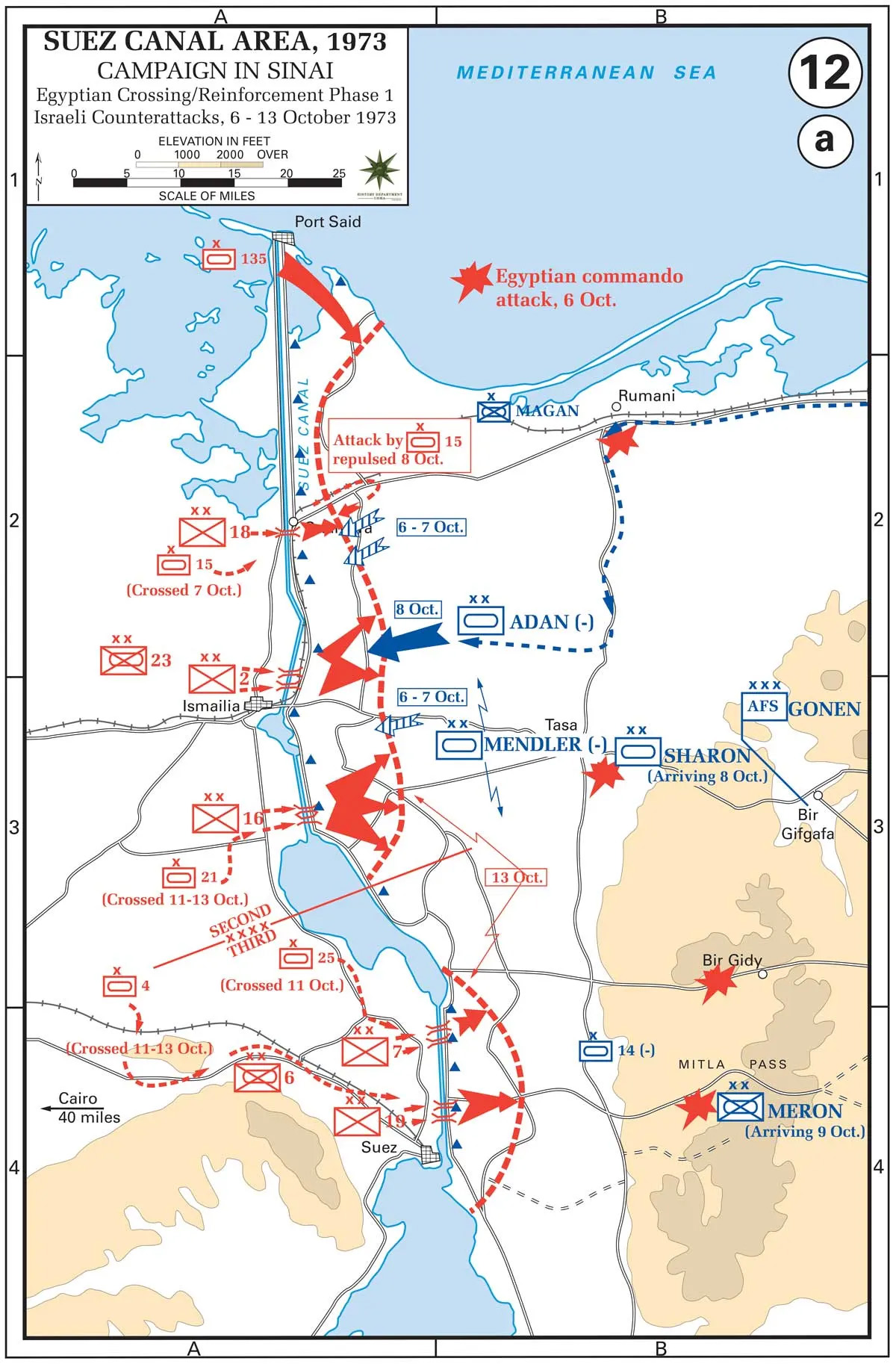
خارطة عسكرية توضح توزيع الفرق المصرية الخمسة التي عبرت قناة السويس في ظهيرة يوم 6 أكتوبر 1973

تالفت القوات المتحاربة في حرب أكتوبر عام 1973 من القوات المسلحة لمصر وسوريا بمواجهة إسرائيل، وقد ضم التشكيل العسكري المصري قوات عسكرية بحجم جيش ميداني في حين ان التشكيلات العسكرية في إسرائيل وسوريا لم تتجاوز احجامها عن حجم فرقة ويوضح الكشف التالي التشكيلات العسكرية للدول المتحاربة.

## مصر
حجم القوات المصرية:
- الجيش الثاني الميداني: (يتكون من 5 فرق)
  - النسق الأول: (شرق القناة)
    - فرقة المشاة 2
    - فرقة المشاة 16
    - فرقة المشاة 18

  - النسق الثاني: (غرب القناة)
    - فرقة المشاة الآلية 23
    - الفرقة المدرعة 21 )
    - قطاع بور سعيد العسكري: (لواء مشاة مستقل 30 ولواء مشاة مستقل 135)
- الجيش الثالث الميداني: (يتكون من 4 فرق)
  - النسق الأول: (شرق القناة)
    - فرقة المشاة 7
    - فرقة المشاة 19

  - النسق الثاني: (غرب القناة)
    - فرقة المشاة الآلية 9
    - الفرقة المدرعة 4
- احتياطي القيادة العامة: (الاحتياطي الاستراتيجي ويتكون من فرقة واحدة 6 ألوية مستقلة)
  - فرقة المشاة الميكانيكية الثالثة
  - لواء حرس جمهوري 27
  - اللواء المدرع  15 (لواء مدرع مستقل)
  - اللواء المدرع  25 (لواء مدرع مستقل)
  - اللواء المظلي 170
  - اللواء المظلي 182
  - اللواء المظلي 128
  - مجموعة صاعقة 145
- منطقة البحر الأحمر العسكرية:
  - لواء المشاة 119 (لواء مشاة مستقل)
  - لواء المشاة 212 (لواء مشاة مستقل)
  - مجموعة الصاعقة 132
  - مجموعة الصاعقة 139
  - كتيبة الدبابات 279 (كتيبة مستقلة)

## سوريا
تتألف القوات السورية 10 ألوية مدرعة و5 ألوية آلية و12 لواء مشاة وكتيبة مظليين ومجموعة صاعقة يتوزعون على :
| - الفرقة الخامسة مشاة (نسق أول) - لواء المشاة 12. - لواء المشاة 61. - لواء المشاة الآلي 132. - لواء المدفعية 50 - اللواء المدرع 47 (ملحق بالفرقة) - فرقة السابعة مشاة (نسق أول) - لواء المشاة 68. - لواء المشاة 85. - لواء المشاة الآلي الأول. - لواء المدفعية 70. - اللواء المدرع 78 (ملحق بالفرقة) - فرقة التاسعة مشاة (نسق أول) - لواء المشاة 52. - لواء المشاة 53. - لواء المشاة الآلي 43. - لواء المدفعية 89. - اللواء المدرع 51 (ملحق بالفرقة) | - الفرقة المدرعة الأولى (نسق ثاني) - اللواء المدرع 4. - اللواء المدرع 91. - لواء المشاة الآلي 2. - لواء المدفعية 64. - الفرقة المدرعة الثالثة (نسق ثاني) - اللواء المدرع 20. - اللواء المدرع 65. - لواء المشاة الآلي 15. - لواء المدفعية 13. | - احتياطي القيادة العامة: - لواء الحرس الجمهوري المدرع. - اللواء 88 المدرع. - اللواء 141 مدرع. - اللواء 30 مشاة. - اللواء 62 مشاة. - اللواء 90 مشاة. - الكتيبة 82 مظليين. - مجموعة الصاعقة الأولى. - منطقة غرب سورية: - لواء مشاة (حلب) - لواء مشاة (اللاذقية) - لواء مشاة (حمص) |

## إسرائيل
تتألف القوات الإسرائيلية من 16 لواء مدرع و6 ألوية آلية و9 ألوية مشاة و5 ألوية مظليين يتوزعون على النحو التالي
| - القيادة الشمالية في الجولان (اللواء إسحاق حوفي) - الفرقة المدرعة 36 (العميد رفائيل إيتان) - اللواء المدرع السابع (العقيد إسحاق بن شوهام) - اللواء المدرع 188 (العقيد افيغدور بن غال) - لواء المشاة الأول جولاني (العقيد امير دروري) - لواء المظليين 31 (العقيد إيليشيا شيليم) - فرقة الاحتياط المدرعة 240 (العميد دان لانر) - لواء الاحتياط المدرع 17 - لواء الاحتياط المدرع 679 - فرقة الاحتياط المدرعة 146 - لواء الاحتياط المدرع 4 - لواء الاحتياط المدرع 9 - لواء الاحتياط المدرع 70 - لواء الاحتياط المدرع 205 | - القيادة الجنوبية في سيناء (اللواء شمويل غورديش) - الفرقة المدرعة 252 (العميد ألبرت ماندلر) - اللواء المدرع 8 - اللواء المدرع 14 - اللواء المدرع 40 - اللواء المدرع 460 - لواء المشاة هرال - فرقة الاحتياط المدرعة 162 (العميد ابراهام برين ادان) - لواء الاحتياط المدرع 217 - لواء الاحتياط المدرع 500 - لواء المظليين 35 - فرقة الاحتياط المدرعة 143 (العميد أرئيل شارون) - لواء الاحتياط المدرع 600 - لواء الاحتياط المظلي 247 - فرقة الاحتياط المدرعة 146 (العميد كالمان ماجن) |

## هوامش
1. ↑  موسوعة المقاتل، حجم القوات المصرية في حرب أكتوبر نسخة محفوظة 01 يوليو 2017 على موقع واي باك مشين.
2. ↑  The Yom Kippur War 1973: The Golan Heights By Simon Dunstan P.18